# Bjärka-Härlunda distrikt
Bjärka-Härlunda distrikt är ett distrikt i Skara kommun och Västra Götalands län. 
Distriktet ligger söder om Skara. 

## Tidigare administrativ tillhörighet
Distriktet inrättades 2016 och utgörs av socknarna Bjärka och Härlunda i Skara kommun.
Området motsvarar den omfattning Härlunda församling hade 1999/2000 och fick 1989 när socknarnas församlingar slogs samman.

## Befolkningsutveckling
| Befolkningsutvecklingen i området som motsvarar Bjärka-Härlunda distrikt 1810–2015                                                      | Befolkningsutvecklingen i området som motsvarar Bjärka-Härlunda distrikt 1810–2015 | Befolkningsutvecklingen i området som motsvarar Bjärka-Härlunda distrikt 1810–2015 | Befolkningsutvecklingen i området som motsvarar Bjärka-Härlunda distrikt 1810–2015 | Befolkningsutvecklingen i området som motsvarar Bjärka-Härlunda distrikt 1810–2015 |
| --- | ---------------------------------------------------------------------------------- | ---------------------------------------------------------------------------------- | ---------------------------------------------------------------------------------- | ---------------------------------------------------------------------------------- |
| |                                                                                    |                                                                                    |                                                                                    |                                                                                    |
| År |                                                                                    |                                                                                    | Folkmängd                                                                          |                                                                                    |
| 1810 | 1810                                                                               |                                                                                    | 780                                                                                |                                                                                    |
| 1820 | 1820                                                                               |                                                                                    | 903                                                                                |                                                                                    |
| 1830 | 1830                                                                               |                                                                                    | 956                                                                                |                                                                                    |
| 1840 | 1840                                                                               |                                                                                    | 1 060                                                                              |                                                                                    |
| 1850 | 1850                                                                               |                                                                                    | 1 143                                                                              |                                                                                    |
| 1860 | 1860                                                                               |                                                                                    | 1 222                                                                              |                                                                                    |
| 1870 | 1870                                                                               |                                                                                    | 1 259                                                                              |                                                                                    |
| 1880 | 1880                                                                               |                                                                                    | 1 328                                                                              |                                                                                    |
| 1890 | 1890                                                                               |                                                                                    | 1 283                                                                              |                                                                                    |
| 1900 | 1900                                                                               |                                                                                    | 1 162                                                                              |                                                                                    |
| 1910 | 1910                                                                               |                                                                                    | 1 028                                                                              |                                                                                    |
| 1920 | 1920                                                                               |                                                                                    | 918                                                                                |                                                                                    |
| 1930 | 1930                                                                               |                                                                                    | 921                                                                                |                                                                                    |
| 1940 | 1940                                                                               |                                                                                    | 770                                                                                |                                                                                    |
| 1950 | 1950                                                                               |                                                                                    | 666                                                                                |                                                                                    |
| 1960 | 1960                                                                               |                                                                                    | 550                                                                                |                                                                                    |
| 1970 | 1970                                                                               |                                                                                    | 380                                                                                |                                                                                    |
| 1980 | 1980                                                                               |                                                                                    | 323                                                                                |                                                                                    |
| 1990 | 1990                                                                               |                                                                                    | 353                                                                                |                                                                                    |
| 2000 | 2000                                                                               |                                                                                    | 404                                                                                |                                                                                    |
| 2015 | 2015                                                                               |                                                                                    | 379                                                                                |                                                                                    |
| Anm.: Statistik från Bjärka och Härlunda församlingar fram till år 2000. Från 2015 är statistiken hämtad från Bjärka-Härlunda distrikt. |                                                                                    |                                                                                    |                                                                                    |                                                                                    |